# Венчање за умрети
Венчање за умрети (енгл. Shotgun Wedding) је америчка романтична комедија из 2022. године, у режији Џејсона Мура, по сценарију Марка Хамера. Главне улоге тумаче Џенифер Лопез и Џош Думел.
Приказан 27. јануара 2023. године у Сједињеним Америчким Државама, односно 29. децембра 2022. године у Србији.

## Радња
Екстравагантно венчање пара запосели су криминалци. У процесу спасавања својих породица, они поново откривају зашто су се уопште заљубили.

## Улоге
| Глумац                   | Улога   |
| ------------------------ | ------- |
| Џенифер Лопез            | Дарси   |
| Џош Думел                | Том     |
| Соња Брага               | Рената  |
| Џенифер Кулиџ            | Керол   |
| Лени Кравиц              | Шон     |
| Чич Марин                | Роберт  |
| Д’Арси Карден            | Харијет |
| Селена Тан               | Марџ    |
| Десмин Боргес            | Рики    |
| Алекс Малари Млађи       | Догфејс |
| Кали Хернандез           | Џејми   |
| Стив Колтер              | Лари    |
| Марија дел мар Фернандез | Аманда  |
| Ектор Гонз               | Џоел    |